# Le Miel du Diable
Pour plus de détails, voir Fiche technique et Distribution.
Le Miel du Diable (Il miele del diavolo) est un giallo érotique dramatique italien, réalisé par Lucio Fulci, sorti en 1986.

## Synopsis
Une jeune femme enlève et séquestre un médecin qu'elle considère comme responsable de la mort de son petit ami et lui fait subir des sévices sexuels extrêmes.

## Fiche technique
- Titre français : Le Miel du Diable ou Plaisirs pervers[1]
- Titre original : Il miele del diavolo
- Réalisation : Lucio Fulci
- Scénario : Jaime Jesús Balcázar, Lucio Fulci, Ludovica Marineo, Sergio Partou, Vincenzo Salviani
- Photographie : Alejandro Ulloa
- Montage : Vincenzo Tomassi
- Musique : Claudio Natili
- Production : Franco Casati, Sergio Martinelli, Vincenzo Salviani
- Société de production : Selvaggia Film, Producciones Cinematográficas Balcazar
- Société de distribution : Bellparaiso S.A., Selvaggia Film, Mitel Video, Severin Films
- Pays d'origine :  Italie
- Langue originale : Italien
- Format : Couleurs (Technicolor) - 1,85:1 - Mono - 35 mm
- Genre : Giallo érotique
- Durée : 
  - 78 minutes (1 h 18)
  - France : 90 minutes (1 h 30)
  - Italie : 83 minutes (1 h 23)
- Dates de sortie en salles : 
  - France : 21 août 1986
  - Italie : 20 juillet 1988
- Classification : 
  - France : Interdit aux moins de 16 ans.

## Distribution
- Brett Halsey : Dr. Guido Domenici
- Corinne Cléry : Carole Domenici
- Blanca Marsillach : Cecilia
- Stefano Madia : Gaetano
- Paula Molina : Sandra
- Bernard Seray : Nicola